# Trofeo Laigueglia
Trofeo Laigueglia är en årlig nordvästitaliensk endags cykeltävling i Ligurien. Den har arrangerats sedan 1964 och ingick från 2005 i UCI Europe Tour. Inledningsvis klassificerades den som 1.1, omklassificerades 2015 till 1.HC-lopp och flyttades 2020 till den nystartade UCI ProSeries. Den hålls cirka tio dagar efter att den italienska cykelsäsongen inletts med Gran Premio della Costa Etruschi, har start och mål i Laigueglia och rutten går däremellan upp genom Alpernas utlöpare norr om staden och längs den liguriska kusten i öster.

## Segrare
2025  Juan Ayuso
2024  Lenny Martinez
2023  Nans Peters
2022  Jan Polanc
2021  Bauke Mollema
2020  Giulio Ciccone
2019  Simone Velasco
2018  Moreno Moser
2017  Fabio Felline
2016  Andrea Fedi
2015  Davide Cimolai
2014  José Serpa
2013  Filippo Pozzato
2012  Moreno Moser
2011  Daniele Pietropolli
2010  Francesco Ginanni
2009  Francesco Ginanni
2008  Luca Paolini
2007  Michail Ignatjev
2006  Alessandro Ballan
2005  Kim Kirchen
2004  Filippo Pozzato
2003  Filippo Pozzato
2002  Danilo Di Luca
2001  Mirko Celestino
2000  Daniele Nardello
1999  Paolo Savoldelli
1998  Pascal Chanteur
1997  Michele Bartoli
1996  Frank Vandenbroucke
1995  Johan Museeuw
1994  Rolf Sørensen
1993  Lance Armstrong
1992  Sammie Moreels
1991  Pascal Richard
1990  Rolf Sørensen
1989  Pierino Gavazzi
1988  Paolo Cimini
1987  Gilbert Glaus
1986  Mauro Longo
1985  Ron Kiefel
1984  Giuseppe Petito
1983  Claudio Torelli
1982  Theo de Rooij
1981  Giuseppe Saronni
1980  Roger De Vlaeminck
1979  Pierino Gavazzi
1978  Knut Knudsen
1977  Freddy Maertens
1976  Franco Bitossi
1975  Gianbattista Baronchelli
1974  Eddy Merckx
1973  Eddy Merckx
1972  Wilmo Francioni
1971  Italo Zilioli
1970  Michele Dancelli
1969  Claudio Michelotto
1968  Michele Dancelli
1967  Franco Bitossi
1966  Antonio Bailetti
1965  Marino Vigna
1964  Guido Neri